# Heliophanus cognatus
Heliophanus cognatus är en spindelart som beskrevs av Simon 1868. Heliophanus cognatus ingår i släktet Heliophanus och familjen hoppspindlar. Inga underarter finns listade i Catalogue of Life.